# La Lobería

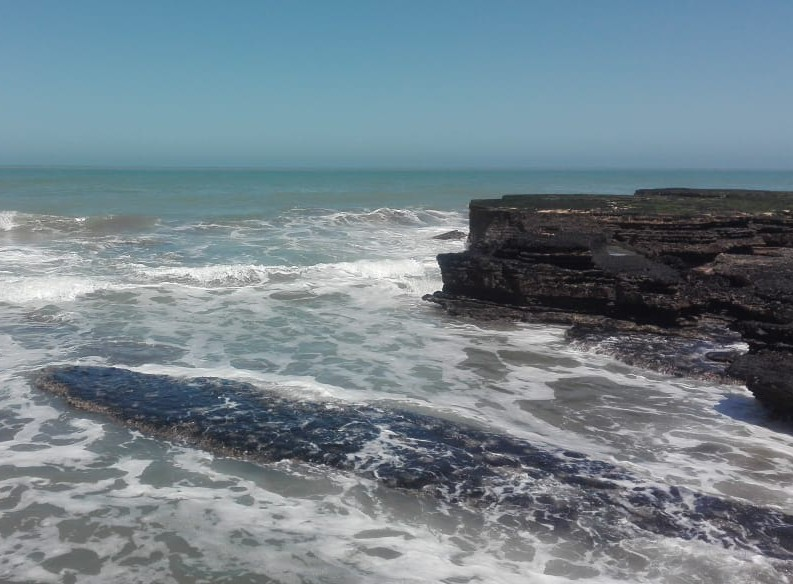
Acantilado en La Lobería, Balneario de la provincia de Río Negro (Argentina)

La Lobería (también conocida como Punta Bermeja) es un balneario y localidad argentina del departamento Adolfo Alsina, en la provincia de Río Negro. El balneario se encuentra resguardado por altos acantilados, con piletones naturales que con la marea baja y el agua entibiada recrean un pasaje único. Forma parte del municipio de Viedma, localidad ubicada a 60 km de distancia. 
La Reserva Faunística Punta Bermeja, la reserva de lobos marinos más importantes del norte de la Patagonia, se encuentra a poca distancia de este lugar, en una de las playas más hermosas de la región. Además de una de las principales reservas de lobos marinos del litoral patagónico alberga una numerosa fauna avícola. 
Este balneario cuenta con playa de estacionamiento, confitería, restaurante, camping  con fogones, quinchos y parrillas, proveeduría y alcance del servicio de telefonía celular. Durante el verano llegan a La Lobería visitantes desde otros puntos del país o del exterior, que se mezclan con los habitantes de Viedma y de Carmen de Patagones que eligen el refugio y abrigo que ofrecen los acantilados en este sector de playa.

## Ubicación

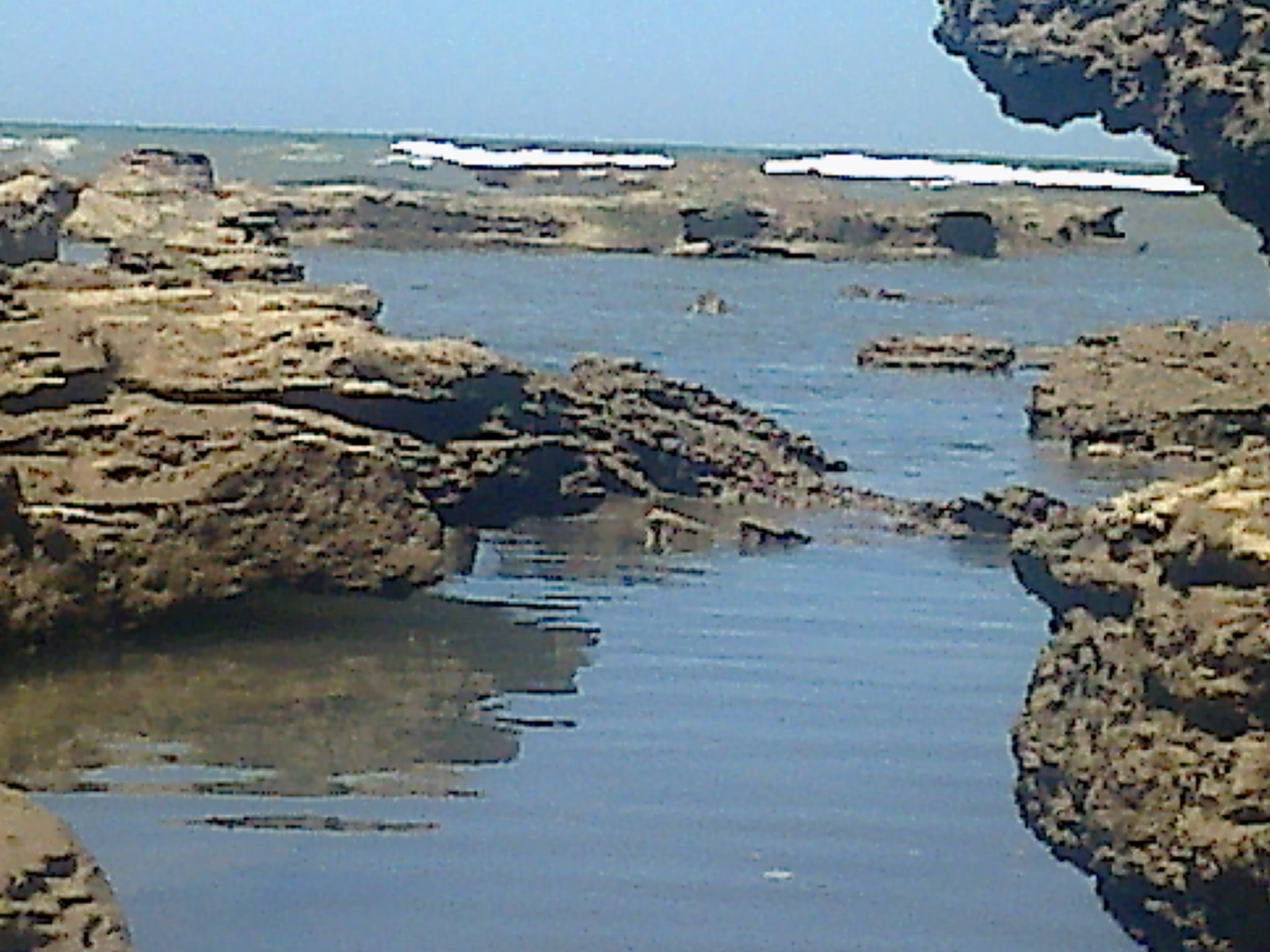
La Lobería, Balneario de la provincia de Río Negro (Argentina)

Se encuentra en la costa norte del golfo San Matías, en el inicio de éste. Otro balneario cercano, también muy visitado es El Cóndor. Se encuentra a 60 km de la ciudad de Viedma y se accede desde esa localidad transitando por la ruta provincial N.º 1, que bordea el Mar Argentino.

## Lobería

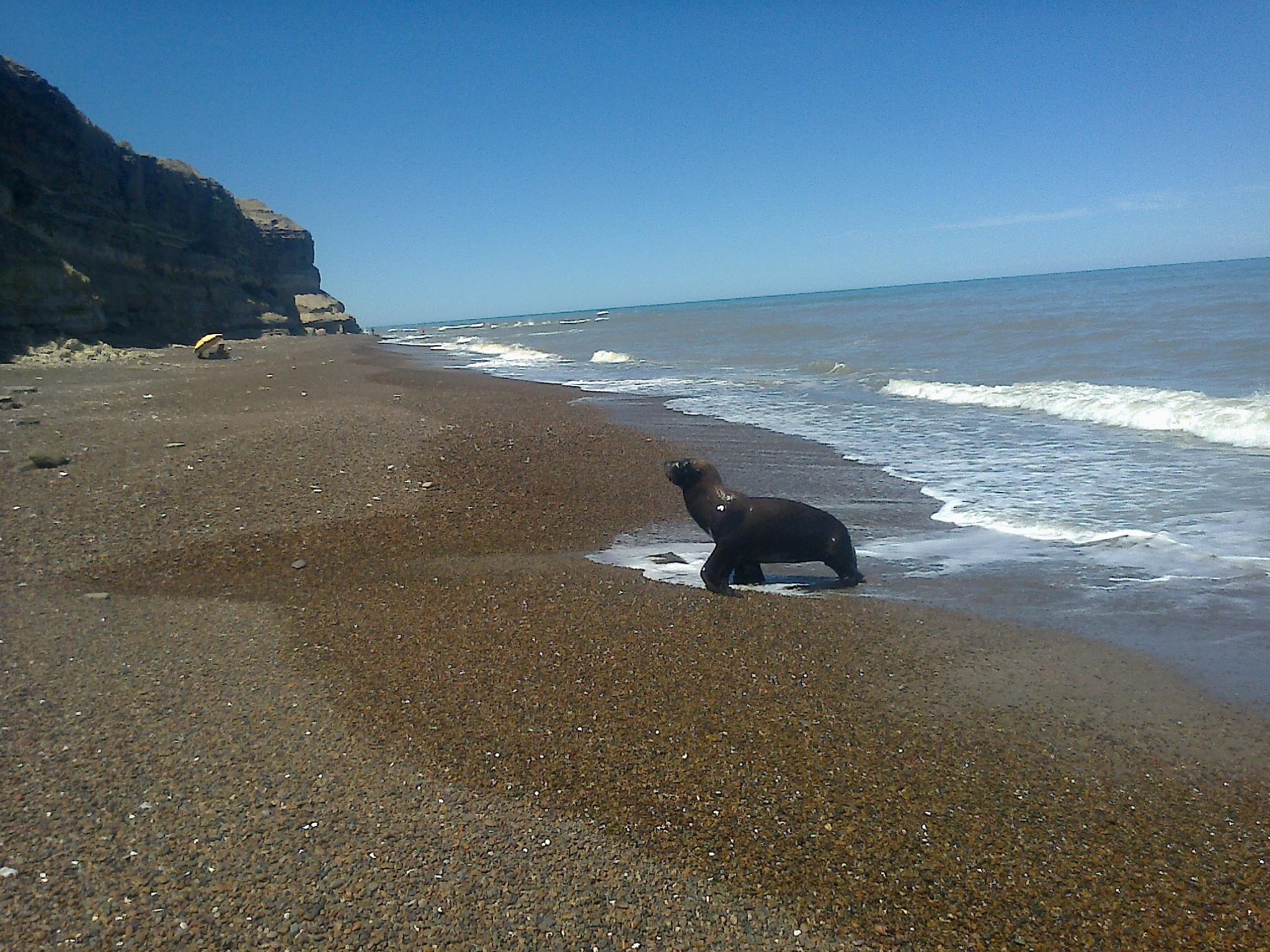
Lobo marino en La Lobería, Balneario de la provincia de Río Negro (Argentina)

A unos 3 km de la localidad, se encuentra el Área Natural Protegida Punta Bermeja, habitada por más de 4.000 lobos marinos. 
El hábitat de los lobos marinos es una reserva principalmente costera-marina, ya que se constituye sobre un frente de unos 14 km de largo sobre el litoral oceánico, con una penetración de 500 metros sobre el continente y unos 1000 metros sobre el frente marino. Su finalidad es proteger a unas de las colonias continentales más grandes del mundo de lobos marinos de un pelo (Otaria flavescens) en época de reproducción de noviembre a marzo, esta colonia alberga a más de 6000 especímenes y, en forma permanente, a no menos de 2000, además de los pinnipedos y foecidos abunda la avifauna (por ejemplo -entre otras- gaviotas, loros barranqueros, caranchos y pingüinos de Magallanes).

## Clima
El clima es semiárido y las temperaturas, que ascienden notablemente en verano, bajan más allá del punto de congelación en invierno. La región es ventosa y, en las ocasiones en que esos vientos proceden del mar, la humedad modera los característicos contrastes térmicos.

## Población
En el censo del año 2010 se registró sólo 1 habitante permanente, mientras que el censo anterior registraba una población de 16 habitantes (Indec, 2001). Esto se debe a que la localidad es frecuentada mayormente durante la época estival y el censo se realizó en el mes de octubre.
El censo 2022 registró una población de 8 habitantes que se repartieron entre 5 hombres y 3 mujeres. Sin embargo, las cifras obtenidas fueron estimativas solo teniendo en cuenta a la población en viviendas particulares; es decir, excluyendo del dato a la población institucional y las personas sin hogar. Gracias a este censo también fue posible conocer su densidad y tamaño urbano.
| Gráfica de evolución demográfica de La Lobería entre 1991 y 2022 |
|                                                                  |
| Fuente: Censos nacionales del INDEC                              |